# Phyllophaga gigantissima
Phyllophaga gigantissima är en skalbaggsart som beskrevs av Saylor 1935. Phyllophaga gigantissima ingår i släktet Phyllophaga och familjen Melolonthidae. Inga underarter finns listade i Catalogue of Life.